# کوئنتین دولمر
کوئنتین دولمر (فرانسوی: Quentin Dolmaire‎؛ زادهٔ ۱۸ فوریهٔ ۱۹۹۴) بازیگر فرانسوی است. وی در سال ۲۰۱۶ برای بازی در فیلم روزهای طلایی من نامزد جایزه سزار برای آینده‌دارترین بازیگر شد. از دیگر فیلم‌هایی که وی در آن نقش داشته‌است، می‌توان به ماما و مترادف‌ها اشاره نمود.